# الصليب الأحمر في تشاد
جمعية الصليب الأحمر التشادي (بالفرنسية:Croix-Rouge du Tchad) ، أسست سنة 1983م ، وتقع في المقر الرئيسي في العاصمة التشادية انجمينا.

## وصلات خارجية
- Red Cross of Chad Profile
- Official Red Cross Web Site
- عنوان الصليب الأحمر التشادي باللغة الفرنسية.